# Forêt nationale de Stanislaus
Pour les articles homonymes, voir Stanislaus.
La forêt nationale de Stanislaus (en anglais : Stanislaus National Forest) est une forêt nationale des États-Unis située en Californie. Elle couvre 3 634 km2 de la Sierra Nevada et s'étend dans les comtés d'Alpine, Calaveras, Mariposa et surtout Tuolumne. Créée en 1897, la zone protégée est gérée par le Service des forêts des États-Unis.